# لاپدریزا
لاپدریزا (به اسپانیایی: La Pedriza) یک پهنه صخره‌ای در شمال شهر مادرید که از نظر توریستی دارای اهمیت است؛ لاپدریزا بزرگترین پهنه گرانیتی به مساحت ۳۲ کیلومتر مربع در قاره اروپا است که به خاطر شمایل صخره‌ای مورد توجه صخره‌نوردان و شیرجه‌رو قرار گرفته‌است؛ ورود وسائل نقلیه در پارک در ماه‌های ژوئن تا سپتامبر ممنوع است زیرا مسئولان اسپانیایی می‌خواهند فضای طبیعی پارک را حفظ کنند.